# Саграхас
Саграхас (ісп. Sagrajas) — поселення в Іспанії, в автономній спільноті Естремадура, провінції Бадахос, у муніципалітеті Бадахос. Розташоване за 10 км від міста Бадахос. Входить до складу Меридо-Бадахоської архідіоцезії Католицької церкви. Відоме завдяки битві при Саграхосі, що відбулася 1086 року між християнами і мусульманами. Головна пам'ятка — Церква Діви Марії. Населення — 623 осіб (2009).

## Історія
23 жовтня 1086 року на теренах поселення відбулася велика битва між християнським військом леонського короля Альфонсо VI та мусульманським військом Юсуф ібн Ташфіна. Вона завершилася перемогою мусульман, які на декілька десятиліть зупинили процес Реконкісти.

## Населення
| 601 | 600 | 603 | 622 | 636 | 633 | 635 | 625 | 622 | 623 |